# Medetera shatalkini
Medetera shatalkini är en tvåvingeart som beskrevs av Grichanov 1997. Medetera shatalkini ingår i släktet Medetera och familjen styltflugor.
Artens utbredningsområde är Kenya. Inga underarter finns listade i Catalogue of Life.